# Wickie, syn wikingów
Wickie, syn wikingów (jap. 小さなバイキング ビッケ Chīsana Viking Bikke; niem. Wickie und die starken Männer) – japońsko-austriacko-zachodnioniemiecki serial animowany emitowany w latach 1974–1975, oparty na motywach książek dla dzieci Vicke Viking Runera Jonnsona.
W Polsce serial wyemitowano w 1979 roku na antenie TP1. 
W 2013 roku powstał remake serialu zatytułowany Wiking Vic.

## Opis fabuły
Mały wiking - Wickie, syn wodza Halvara, traktowany jest przez wojowników z pobłażaniem, ponieważ jest jeszcze zbyt młody, by brać udział w naradzie bądź wyprawie. Jednak pomysły Wickiego okazują się czasem szalone, odmieniając w ten sposób stabilne dotąd życie wioski.

## Obsada głosowa
| Postać   | Obsada niemiecka                                                           | Obsada japońska             |
| -------- | -------------------------------------------------------------------------- | --------------------------- |
| Wickie   | Florian Halm                                                               | Yōko Kuri                   |
| Halvar   | Walter Reichelt                                                            | Kōsei Tomita                |
| Ylva     | Inge Schulz                                                                | Taeko Nakanishi             |
| Ylvie    | Alexandra Ludwig (odc. 1-75) Christa Häussler (odc. 76-78)                 | Yoneko Matsukane            |
| Gilby    | Horst Abraham                                                              | Junko Hori                  |
| Tjure    | Werner Abrolat                                                             | Takashi Satomi              |
| Snorre   | Eberhard Storeck                                                           | Junpei Takiguchi            |
| Urobe    | Leo Bardischewski                                                          | Kōichi Kitamura             |
| Gorm     | Manfred Lichtenfeld                                                        | Shun Yashiro                |
| Ulme     | Kurt Zips (odc. 1-36) Bruno W. Pantel (odc. 37-78)                         | Setsuo Wakui                |
| Faxe     | Gernot Duda                                                                | Toku Nishio                 |
| Sven     | Kurt E. Ludwig (sezon 1) Wolfgang Hess (sezon 2) Achim Strietzel (sezon 3) | Masayuki Katō Chikao Ōtsuka |
| Narrator | Manfred Seipold (sezon 1) Leon Rainer (sezony 2-3)                         | Eiko Masuyama               |

## Spis odcinków
| Nr  | Tytuł niemiecki                   | Tytuł japoński                                                           |
| --- | --------------------------------- | ------------------------------------------------------------------------ |
| 1.  | Der Wettlauf                      | バイキング誕生, Baikingu tanjō                                           |
| 2.  | Die Falle                         | そーら船出だ失敗だ, Sōra funade da shippai da                            |
| 3.  | Die Flucht                        | のこのこぎりぎり 大脱走, Nokonoko girigiri ōdasshutsu                    |
| 4.  | Der hohle Zahn                    | 虫歯よさらば, Mushiba yo Saraba                                          |
| 5.  | Der schreckliche Sven             | いじわるスベンをやっつけろ, Ijiwaru suben o yattsukero                   |
| 6.  | Übers Ohr gehauen                 | 税金取りなんて恐くない, Zeikin tori nante kowakunai                      |
| 7.  | Die 19 Wölfe                      | 狼狩りコンテスト, Ōkami kari kontesuto                                   |
| 8.  | Der Überfall                      | スベンの逆襲, Suben no gyakushū                                          |
| 9.  | Auf der Möweninsel                | ビッケと大あざらし, Bikke to ōazarashi                                   |
| 10. | Das Versprechen                   | ギッチョンパの約束, Gicchonpa no yakusoku                                |
| 11. | Die rotäugigen Riesen             | 赤い目の巨人たち, Akai me no kyojin tachi                                |
| 12. | Die Befreiung                     | ハルバルの救出作戦, Harubaru no kyūshutsu sakusen                        |
| 13. | Wickie gewinnt einen Freund       | 鋭い剣を持ったスバルケル, Surudoi ken o motta subarukeru                 |
| 14. | Sturm auf die Festung             | 城は見かけによらぬもの, Shiro wa mikake ni yoranu mono                   |
| 15. | Noch einmal davongekommen         | 逃げろや逃げろ, Nigero ya nigero                                         |
| 16. | Die Wasserleitung                 | 水攻め大作戦, Mizuzeme daisakusen                                        |
| 17. | Freiwillige Feuerwehr             | 世界で最初の消防隊, Sekai de saisho no shōbōtai                          |
| 18. | Brieftaube                        | 鳩とビッケとあざらしと, Hato to Bikke to azarashi to                     |
| 19. | Das fliegende Schiff              | ビッケと大きなタコ, Bikke to ōkina dako                                  |
| 20. | Der dicke König                   | 王様はくいしんぼ, Ōsama wa kuishinbo                                     |
| 21. | Das böse Weib                     | くしゃみ粉25号, Kushami kona 25 gō                                       |
| 22. | Die Schatztruhe                   | ハルバルの宝箱, Harubaru no takarabako                                   |
| 23. | Die Rache der Sägefische          | のこぎりエイの敵討ち, Nokogiri ei no katakiuchi                          |
| 24. | Faxe hat eine Braut               | ファクセのお嫁さん, Akuse no oyomesan                                    |
| 25. | Das Geisterschiff                 | ゆうれい船をやっつけろ, Yūreisen o yattsukero                            |
| 26. | Eskimoschatz                      | 雪と氷の宝島, Yuki to kōri no takarajima                                 |
| 27. | Der kleine Wal                    | ビッケとクジラの親子, Bikke to kujira no oyako                           |
| 28. | Immer Ärger mit den Möwen         | かもめのカール, Kamome no kaaru                                          |
| 29. | Abenteuer in Griechenland         | ギリシャの国の 迷路, Girisha no kuni no meiro                            |
| 30. | Die Olympiade der Wikinger        | ギリシャの国の オリンピック, Girisha no kuni no orinpikku                |
| 31. | Eine böse Überraschung            | デンマークの 冒険 (前編), Denmaaku no bōken (zenpen)                     |
| 32. | Flucht aus dem Schloß             | デンマークの 冒険 (後編), Denmaaku no bōken (kōhen)                      |
| 33. | Ein gewisser Herr Lumperich       | 北国から来た男, Kitaguni kara kita otoko                                 |
| 34. | Der sprechende Stein              | シュラック村の 少年, Shurakku mura no shōnen                             |
| 35. | Wickie geht in die Luft           | ビッケ空をとぶ, Bikke sora o tobu                                        |
| 36. | Das Wiedersehen                   | ハルバル 迷子になる, Harubaru maigo ni naru                              |
| 37. | Der Häuptling Humbelkappa         | 変てこな おもてなし, Hentekona omotenashi                                |
| 38. | Das Gastgeschenk                  | ビンカ人の宝物, Binka jin no takaramono                                  |
| 39. | Der Überfall aufs Winkadorf       | おしゃれなスノッペ, Osharena Sunoppe                                     |
| 40. | Snoppe muß Haare lassen           | のびたスノッペの巻毛, Nobita Sunoppe no makige                           |
| 41. | Abschied von den Winkas           | なつかしのフラーケ, Natsukashi no Furaake                                |
| 42. | Der Zirkus kommt                  | フラーケ村にサーカスがやって来た, Furaake mura ni sākasu ga yatte kita   |
| 43. | Halvar gewinnt einen Krieg        | わら人形戦争, Wara ningyo sensō                                          |
| 44. | Der Schatzgräber                  | フラーケ族は畑仕事が大きらい, Furaake zoku wa hatake shigoto ga daikirai |
| 45. | Der Bote aus Bulgarien            | 雷声ブルーレットとビッケ, Raisei burūretto to Bikke                      |
| 46. | Bullermann hat einen Plan         | 親知らずと トンネル作戦, Oya shirazu to tonneru sakusen                  |
| 47. | Bullermann gibt nicht auf         | ビッケと竹馬作戦, Bikke to sasauma sakusen                               |
| 48. | Reingefallen, Bullermann          | わがままブルーレットの 大反撃, Wagamama Buruuretto no ōhangeki           |
| 49. | Bullermanns Geschenk              | 大きな木馬の 贈り物, Ōkina bokuma no okurimono                           |
| 50. | Im Eis gefangen                   | 北極の冒険, Hokkyoku no bōken                                            |
| 51. | Wickie und die Windmühle          | ハルバル父さんの 脱出作戦, Harubaru tōsan no dasshutsu sakusen           |
| 52. | Auf der Dracheninsel              | ビッケの 火山島探検, Bikke no kazan shima tanken                         |
| 53. | Halvars Kampf mit dem Bär         | ハルバル父さんの 熊退治, Harubaru tōsan no kuma taiji                    |
| 54. | Vater Halvar hat Mumps            | おたふく風邪と ハルバル, Otafuku kaze to Harubaru                        |
| 55. | Wer anderen eine Grube gräbt      | ウローブじいさんの 活躍, Uroobu jiisan no katsuyō                        |
| 56. | Wickie und das Pferd              | ハルバル父さんの 素敵なおみやげ, Harubaru tōsan no sutekina omiyage      |
| 57. | Ylvie auf der Vogelinsel          | ビッケとチッチの 漂流記, Bikke to Chicchi no hyōryūki                    |
| 58. | Wickie und der Wolf               | 狼なんて恐くない, Ōkami nante kowakunai                                  |
| 59. | Baltac sitzt in der Klemme        | 急がば回れ 救出作戦, Isogabamaware kyūshutsu sakusen                     |
| 60. | Die Fahrt nach Tarlis             | パルリの王女様, Paruri no ōjosama                                        |
| 61. | Die zwei Kampfhähne               | おかしな困った とうせんぼ, Okashina komatta tōsenbō                      |
| 62. | Hilfe für die Geister             | 幽霊さんを 助けよう, Yūreisan o tasukeyō                                 |
| 63. | Wir sind wirklich Wikinger        | 本当の バイキングだぞ, Hontō no Baikingu dazo                            |
| 64. | Die Voraussagung                  | スノーレの大予言, Sunoore no ōyogen                                      |
| 65. | Das goldene Schwert               | 黄金の剣と グライダー, Ōgon no ken to guraidaa                           |
| 66. | Wickies Sieg                      | ピッケがチェスで 大勝利, Bikke ga chesu de ōshōri                        |
| 67. | Reise mit Hindernissen            | 川と川を 結んじゃえ!, Kawa to kawa o musunjae!                           |
| 68. | Der Kampf von Tjure und Snorre    | チューレとスノーレの 大げんか, Chuure to Sunoore no ōgenka               |
| 69. | Wer wird der nächste Häuptling?   | 次のおかしらは 誰だ, Tsugi no okashira wa dare da                        |
| 70. | Der Märchenerzähler               | ハルバル父さんと 紙芝居, Harubaru tōsan to kami shibai                   |
| 71. | Der heimliche Schatz              | へそくりべそかき 宝物, Hesokuri besokaki takaramono                      |
| 72. | Der Käsekrieg                     | ビッケとハルバルの 知恵くらべ, Bikke to Harubaru no chie kurabe          |
| 73. | Gestrandet                        | ロビン小父さんの 住む島, Robin otōsan no sumu shima                      |
| 74. | Eine Wette fällt ins Wasser       | どっちの山が 高いか, Docchi no yama ga takai ka                          |
| 75. | Tjures Frau spielt nicht mehr mit | 泣くなチューレ, Nakuna Chuure                                            |
| 76. | Urobes Nichte                     | ファクセと気球と ルンドの娘, Fakuse to kikyū to Rundo no musume          |
| 77  | Das Fest in Hanka                 | 新しい船を おくろう, Atarashii fune o okurō                              |
| 78. | Gold aus Dänemark                 | 仲間はづれにされた ハルバル, Nakamahazure ni sareta Harubaru             |